# Johann VIII. von Heinsberg
Johann VIII. von Heinsberg (* um 1396; † in der Nacht vom 18. auf den 19. Oktober 1459 in Kuringen, jetzt Hasselt) aus dem Haus der rheinischen Sponheimer war Bischof von Lüttich von 1419 bis 22. November 1455. Der Sohn von Johann II., Herr von Heinsberg, und der Margarethe von Gennep wurde in der Gruft unter dem Hochgrab der Herren von Heinsberg in St. Gangolf (Heinsberg) beigesetzt.

## Leben

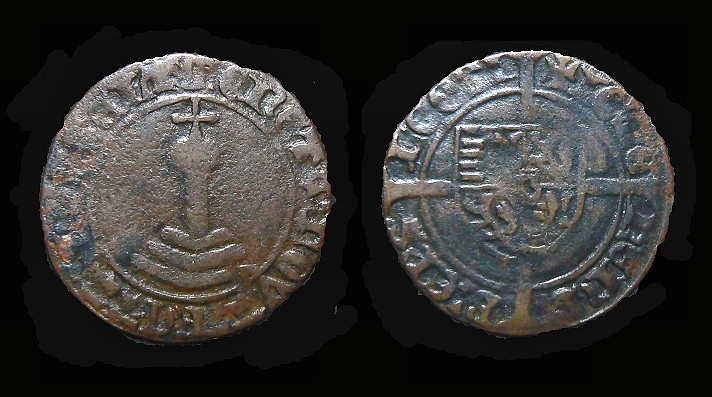
Lütticher Münzen mit Stempel und Wappen von Johann von Heinsberg

Johann studierte 1411 in Köln. Zu der Zeit war er bereits Propst am Marienstift in Aachen und am St. Servatiusstift in Maastricht und Archidiakon von Hasbanien. Am 16. Juni 1419 wurde er im Alter von 23 Jahren vom Lütticher Domkapitel einstimmig zum Bischof gewählt. Im Dezember des Jahres hielt er feierlichen Einzug in Lüttich. Am 17. März 1420 wurde er von Konrad von Arnsberg zum Bischof geweiht. Am 21. Juni 1420 wurde Johann auch mit der weltlichen Herrschaft über sein Hochstift belehnt. 1420 setzte er wieder ein bereits seit 1343 bestehendes und später wieder abgeschafftes Kontrollgericht ein. Es verhandelte Klagen gegen ungerechtfertigte Maßnahmen der bischöflichen Beamten.
1422 beteiligte sich das Hochstift Lüttich am böhmischen Feldzug gegen die Hussiten. An der Provinzialsynode 1423 in Köln nahmen Abgesandte des Bischofs teil. Johann versuchte die dort gefassten Beschlüsse bezüglich der kirchlichen Disziplin in der Diözese durchzusetzen, was nicht vollständig gelang.
1438 übernahm der Bischof zeitweise die Verwaltung des Erzbistumes Trier. 1444 trat Johann eine Pilgerfahrt ins Heilige Land an, kehrte aber wegen der unsicheren Lage bereits in Kreta wieder um. Ein Jahr später berief er eine Diözesan-Synode in Lüttich ein. Die hier gefassten Beschlüsse bildeten die Grundlage der Lütticher Diözesanstatuten. Johanns Versuche der Erneuerung des kirchlichen Geistes waren jedoch alles in allem nur wenig von Erfolg gekrönt.
Johann knüpfte enge Beziehungen zum burgundischen Hof, in dessen politische Abhängigkeit er nach und nach geriet. Wegen dieser Kontakte wurde geargwöhnt, dass Lüttich seine Selbständigkeit verlieren könnte. Deshalb kam es 1431 in Lüttich zu Aufständen, die jedoch niedergeschlagen wurden. Letztendlich war diese Anlehnung an das Herzogtum Burgund auch der Grund für den erzwungenen Rücktritt des Johann von Heinsberg als Bischof von Lüttich. Herzog Philipp III. der Gute von Burgund forderte von Johann für seinen Neffen Louis de Bourbon eine Stelle am Kapitel St. Lambert in Lüttich. Das Domkapitel widersetzte sich diesem Wunsch. Als Johann VIII. daraufhin Kontakt mit König Karl VII. von Frankreich aufnehmen wollte, erreichte Burgund durch Druck und Drohungen, dass das eigene Domkapitel seinen Bischof zwang, sein Amt niederzulegen. Gesandte wurden nach Rom geschickt, um die Absetzung Johanns beim Papst zu erwirken. Nach langem Zögern nahm der die Abdankung an, nachdem Philipp der Gute versprochen hatte, einen Kreuzzug gegen die Türken zu führen.
Johann zog sich auf seine Heinsberger Besitzungen zurück. Er ging aus heutiger Sicht als friedliebender und um Ausgleich bemühter Herrscher des Hochstifts in die Geschichte ein. Zeitgenössische Berichte beklagten jedoch seine Prunkliebe und Vergnügungssucht.
1422 hatte Johann von Heinsberg die Schlösser, Städte und Länder Millen, Vucht (Waldfeucht) und Gangelt von seinem Vater zur lebenslangen Nutznießung erhalten. 1445 bestätigte Herzog Philipp von Burgund diesen Besitz, „wie es 1422 mit Johann II. von Heinsberg ausgehandelt worden war“. Nach dem Tod des letzten Heinsberger Herren 1448 übernahm Johann als Vormund seiner unmündigen Nichten und Erbinnen die Regierungsgeschäfte der Herrschaft und trat im Sommer des Jahres erstmals urkundlich als Herr von Heinsberg, Millen und Stein auf. Der ehemalige Bischof ging als letzter regierender Herr von Heinsberg in die Geschichte ein.